# Marie Proyart
Marie Proyart est une designeuse et typographe qui vit à Paris.

## Biographie
En 2005, Marie Proyart est diplômée d'un master à la Werkplaats Typografie d'Arnhem aux Pays-Bas. De 2010 à 2015, elle enseigne le design graphique et la typographie à l'École supérieur d'art et de design de Reims. Elle intervient dans le domaine culturel et dans le champ de l'édition. En 2012, ses travaux sont  présentés à la 25e biennale de design graphique de Brno, en République Tchèque.  En 2014, elle créé avec Jean-Marie Courant, l'identité visuelle du Frac Provence-Alpes-Côte d'Azur.  En 2019, elle travaille avec Dominique Gonzalez-Foerster pour une monographie et une exposition Martian Dreams Ensemble. Elle collabore avec les artistes pour établir un lien entre l’œuvre de l'artiste et le graphisme.

## Graphisme (sélection)
- typographie, Chronotopes and Dioramas, exposition Dia Art Fondation. New York,  2009
- Identité visuelle, Les Ateliers de Rennes, Rennes, 2012
- Identité visuelle, Frac Provence-Alpes-Côte d'Azur, Marseille, 2013
- Identité visuelle, L'origine des choses, CNAP, 2013
- Identité visuelle, La Galerie centre d'art contemporain, Noisy-le-Sec, 2013-2018
- Transcription graphique, Martian Dreams Ensemble, monographie et exposition, 2019[4]

## Expositions
- Variations épicènes, Maba, Nogent-sur-Marne, 2020[5]

## Distinctions
- Best design of the year, Design Museum, Londres, pour l'identité visuelle du Frac Provence-Alpes-Côte d'Azur, 2014